# Језјаришча
Језјаришча или Језеришче (блр. Езярышча; рус. Езерище) насељено је место са административним статусом варошице (городской посёлок) на крајњем северу Републике Белорусије. Административно припада Гарадочком рејону Витепске области.
Према процени из 2014. у насељу је живело 1.400 становника.
У насељу континуирано од оснивања 1926. ради хидрометеоролошка станица. На једном од острва у језеру Језеришче на око 3 km од насеља налазе се остаци утврђења из XVI—17. века.

## Географија
Варошица лежи на крајњем северу Гарадочког рејона, на јужној обали језера Језеришче, на око 81 km северно од административног центра области града Витепска и на око 41 km северно од рејонског центра Гарадока. На око 900 m од насеља ка истоку из језера истиче река Обаљ.
Кроз насеље пролази железница и друмски правац на релацији Витепск-Невељ (Русија), који је уједно и важан гранични прелаз са Русијом.

## Историја
Насеље се у писаним изворима први пут помиње 1377. као феудални посед у границама Велике Кнежевине Литваније. У саставу Руске Империје је од 1772. и прве поделе Пољске.
У периоду између 1924. и 1929. имало је статус рејонског центра у границама Витепског округа, да би потом постало делом прво Гарадочког, а потом и Меховског рејона. Поново постаје делом Гарадочког рејона 1962. године.
Административни статус варошице носи од 4. октобра 1957. године.

## Становништво
Према процени, у насељу је 2014. живело око 1.400 становника.
| 1979. | 1989. | 1999. | 2009. | 2014. |
| ----- | ----- | ----- | ----- | ----- |
| ---   | ---   | ---   | 1.600 | 1.400 |